# Leucosyke
Leucosyke es un género botánico con 48 especies de plantas de flores perteneciente a la familia Urticaceae.

## Especies seleccionadas
- Leucosyke alba
- Leucosyke angusta
- Leucosyke arcuatovenosa
- Leucosyke aspera
- Leucosyke australis

## Sinónimo
- Misiessya